# Beaver Creek, Colorado

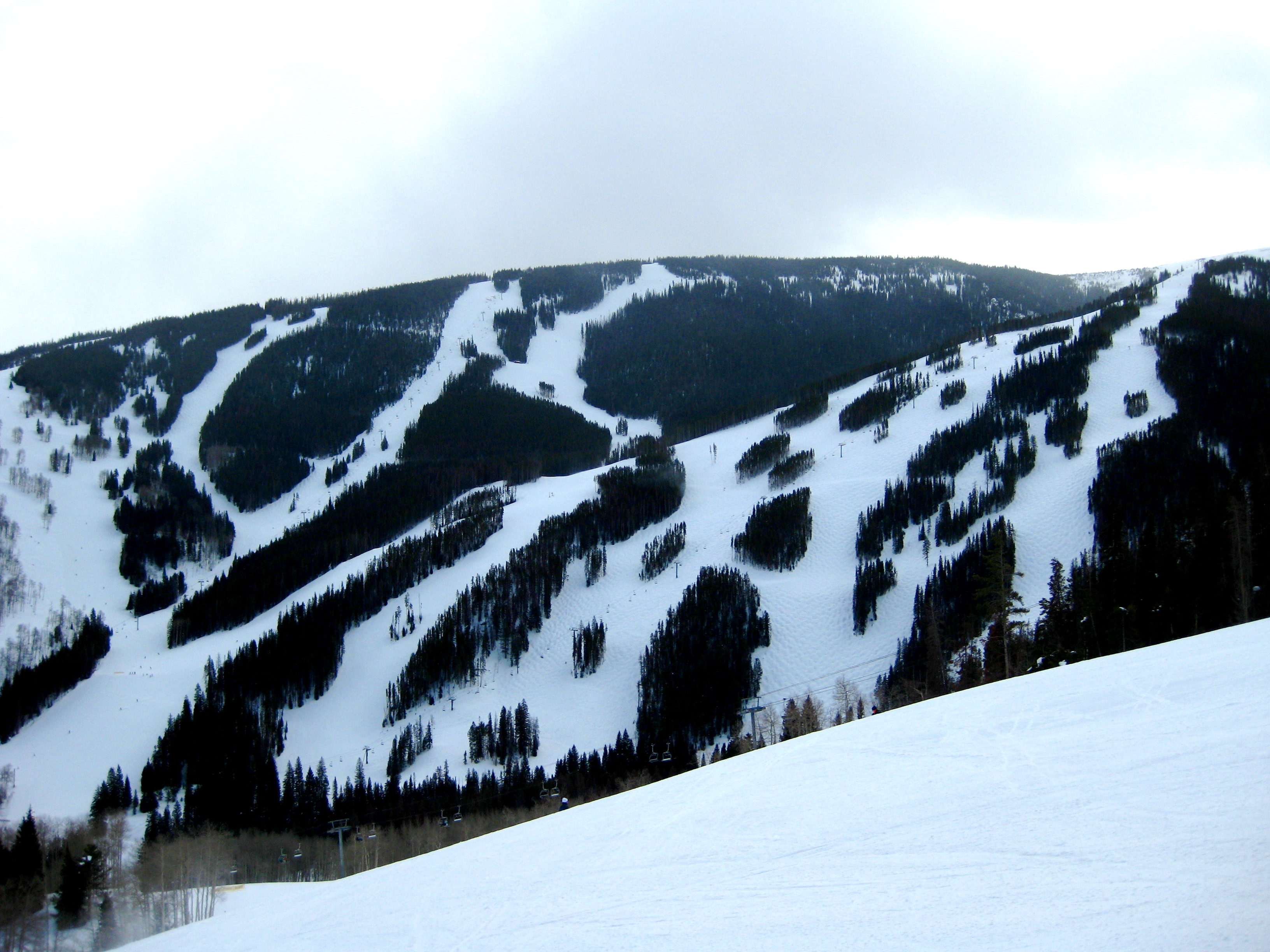
Vy över slalombanan i beaver creek

Beaver Creek är ett kommunfritt samhälle (unincorporated community) i Eagle County i delstaten Colorado, USA. Orten ligger söder om staden Avon. 
Avons postnummer (81620) används för Beaver Creek.
Beaver Creek Resort har stått som värd för världsmästerskapen i alpin skidsport 1999 och 2015.

### Fotnoter
1. ↑  ”Look Up a ZIP Code” (på engelska). United States Postal Service. https://tools.usps.com/go/ZipLookupResultsAction!input.action?resultMode=0&companyName=&address1=&address2=&city=Beaver+Creek&state=CO&urbanCode=&postalCode=&zip=. Läst 14 december 2025.